# Léninski (Kursk)
|  | Per a altres significats, vegeu «Léninski». |

Léninski (en rus: Ленинский) és un poble (un possiólok) de l'óblast de Kursk, a Rússia, que en el cens del 2010 tenia 364 habitants. Pertany al districte de Kastórnoie.